# Фло Рајда
Трамар Лејсел Дилард (енгл. Tramar Lacel Dillard; Керол Сити, 16. септембар 1979), познатији под уметничким именом Фло Рајда (енгл. Flo Rida, : ), амерички је певач, текстописац и репер. Пробој на музичкој сцени прави 2008. синглом Low који је 10 недеља био први на топ листама и оборио тадашње рекорде по броју дигиталних преузимања (продаја преко Ајтјунса и сл.).
Фло Рајда 2008. издаје свој деби студијски албум, Mail on Sunday; следеће године издаје други студијски албум, R.O.O.T.S, a 2010. Only One Flo (Part 1) односно Wild Ones 2012. године. Његове песме су преко 80 милиона пута преузете и спада међу најпродаваније музичаре. Најпопуларније песме су му Right Round, Club Can't Handle Me, Good Feeling, Wild Ones, Whistle, I Cry, G.D.F.R. и My House.
2021. снимио је дует са италијанском певачицом Сенхит Задик (итал. Senhit Zadik), Адреналина (итал. Adrenalina), која ће представљати Сан Марино на Евровизија која ће се одржати у граду Ротердам у Холандији.